# Петринє (Хрпелє-Козіна)
Петринє (словен. Petrinje) — поселення в общині Хрпелє-Козіна, Регіон Обално-крашка, Словенія. Висота над рівнем моря: 416,8 м.